# 九龙箭竹
九龙箭竹（学名：Fargesia jiulongensis）为禾本科箭竹属下的一个种。

## 扩展阅读
- 維基物種上的相關：九龙箭竹